# Jacob Perkins
Jacob Perkins (9 de julio de 1766 – 30 de julio de 1849) fue inventor estadounidense, ingeniero mecánico y físico. Nacido en Newburyport, Massachusetts. Perkins fue aprendiz de un orfebre. Pronto se hizo conocido con una gran variedad de útiles invenciones mecánicas y finalmente tuvo veintiuna patentes estadounidenses y diecinueve  inglesas. Él es conocido como el padre del refrigerador. Fue elegido miembro de la Academia Americana de las Artes y las Ciencias en 1813.

## Primeros años
Jacob fue a la escuela en Newburyport hasta que tenía doce años y, a continuación, fue aprendiz de un orfebre en Newburyport llamado Davis. El señor Davis murió tres años más tarde y a los quince años de edad, Jacob continuó el negocio de hacer cuentas de oro y añadió la fabricación de zapatos con hebillas. Cuando tenía veintiún años fue empleado por el maestro de la ceca de  Massachusetts  para hacer un troquel para hacer monedas de cobre que llevaban un águila y un indio.

## Innovaciones

### Máquinas de clavos
En 1790, a la edad de 24 años, en Byfield, creó máquinas para cortar y encabezar clavos. En 1795, esté recibió una patente por sus máquinas mejoradas para cortar clavos y empezó un negocio de fabricación de maquinaria para hacer clavos en el Powwow Río en Amesbury, Massachusetts.

### El cañón perforador
Durante la Guerra de 1812 trabajó en maquinaria para mejorar cañones perforadores.

### Hidrostática.
Trabajó en compresión de agua e inventó un barómetro o piezometer para medir la profundidad del mar por su presión.

### Grabador

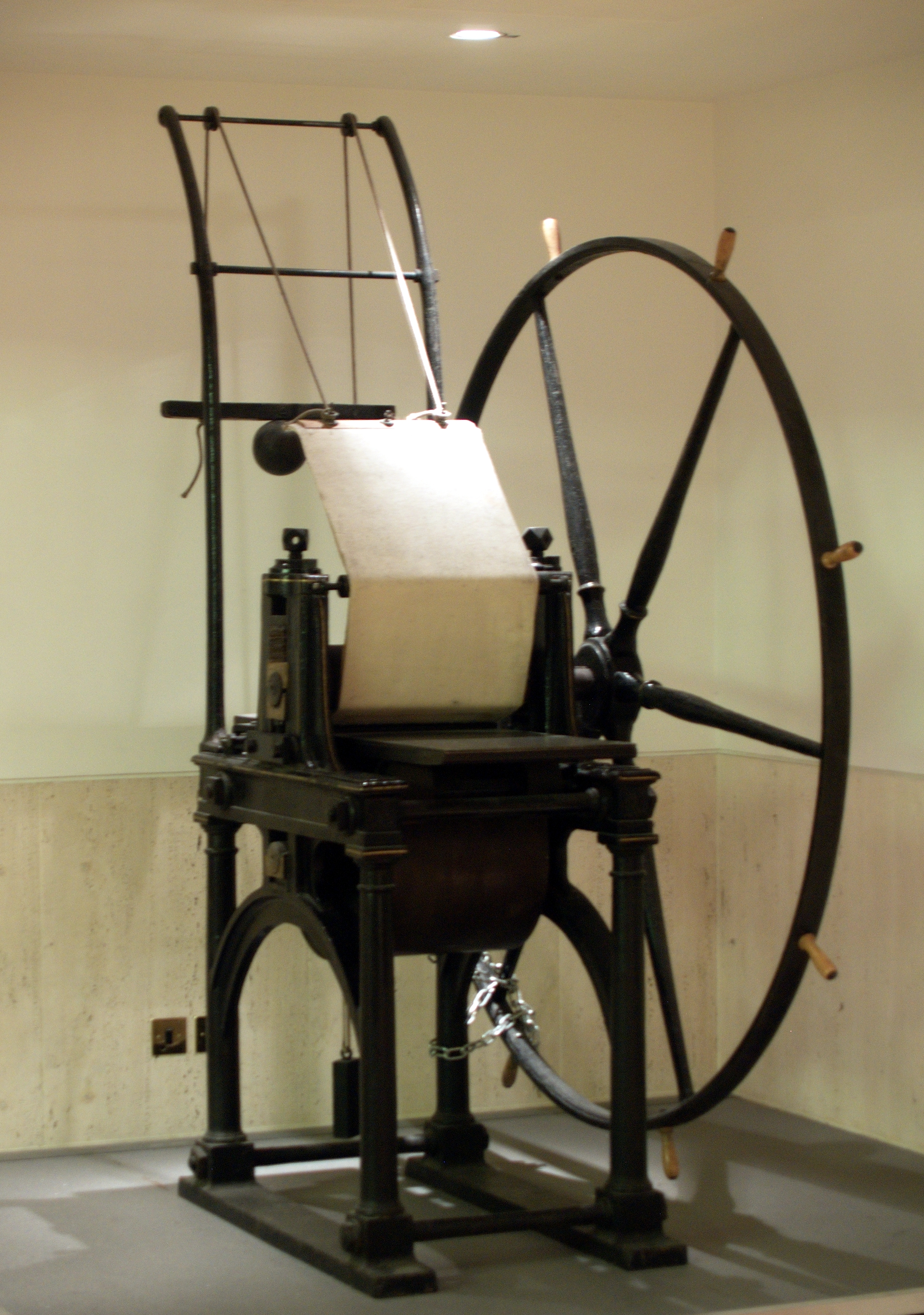
El Perkins D Impresión de Cilindro Prensa

Perkins creó algunas de las mejores planchas de acero (como se señalaba en los grabadores ingleses) para el grabado, y empezó un negocio de impresión con el grabador Gideon Fairman. Empezaron con libros escolares, y también hicieron dinero que no se falsificaba. En 1809 compró la tecnología de estereotipos (prevención de billetes falsos) de Asa Spencer, y registró la patente, y después empleo a Asa Spencer. Perkins realizó varias innovaciones importantes en la tecnología de impresión, incluidas las nuevas placas de grabado de acero. Utilizando estos platos hizo los primeros libros conocidos grabados en acero en Estados Unidos (The Runing Hand, libros escolares, 8 páginas cada uno). Él después  hizo la moneda para un Banco de Boston, y más tarde para el Banco Nacional. En 1816 instaló una tienda de impresión y pujado en la impresión de moneda para el Segundo Banco Nacional en Filadelfia.
Su calidad bancaria estadounidense atrajo la atención de la Royal Society, que estaba ocupada tratando el problema de las notas en inglés masivamente falsificadas. En 1819, junto con su socio de negocios de impresión, Gideon Fairman, emplearon a Asa Spencer y se fueron a Inglaterra a la instalación de Charles Heath para intentar ganar la recompensa de 20.000 libras por "notas imperdonables". Muestras de notas fueron mostradas al presidente de la Royal Society , Sir Joseph Banks . Se instalaron en Inglaterra y pasaron meses con billetes de banco de ejemplo, pero desafortunadamente para ellos, Banks pensó que el inventor debería ser inglés de nacimiento.
Imprimiendo las notas inglesas finalmente probaron un éxito y estuvo llevado a cabo por Perkins en sociedad con el inglés grabador y editor Charles Heath y su asociado Gideon Fairman. Juntos  formaron la sociedad Perkins, Fairman y Brezo. Heath y Perkins también tenían apoyo de sus hermanos. Perkins, Fairman y Heath era más tarde rebautizada, cuándo su yerno, Joshua Butters Bacon, la compró sin Charles Heath y la compañía era entonces conocida como Perkins, Bacon. Perkins, Bacon proporcionó billetes para muchos bancos, y países extranjeros con sellos de franqueo. La producción de sellos comenzó para el gobierno británico en 1840 con la1d negro y los 2d sellos postales azules, que incorporaban una medida antifalsificación en forma de un fondo complicado producido por medio del motor rosa. Sus sellos fueron los primeros sellos preludios conocidos.
También al mismo tiempo, el hermano de Jacob corrió el negocio de impresión americano, y ganó dinero en patentes de seguridad de fuego importantes. Charles Heath y Jacob Perkins trabajado juntos e independientemente en algunos proyectos concurrentes.

### Tubo Hermético.
Jacob Perkins tiene patentes de tecnología para  calentadores y  aire acondicionado. Entre 1828 y 1830 se asocio con su segundo hijo Angier March Perkins, fabricando e instalando sistemas de calefacción central que utilizan su principio de tubo hermético.También investigó la maquinaria de refrigeración después de descubrir a partir de su investigación en calefacción que el amoniaco licuado causó un efecto de enfriamiento.[cita requerida]

### Poder de vapor
En 1816, Jacob Perkins había trabajado en el poder del vapor con Oliver Evans en Filadelfia . En 1822 realizó una máquina de vapor de alta presión experimental que funcionaba a presiones de hasta 2,000 psi. Esto no era práctico para la tecnología de fabricación de la época, aunque sus conceptos fueron revividos un siglo más tarde. La caldera de Perkins fue el primer ejemplo de una caldera de flash y uno de los primeros ejemplos de un intercambiador de calor de contraflujo. La caldera del tubo de agua consistía en tubos de agua rectos y pesados de hierro fundido, de sección cuadrada, a través de la cámara de combustión, unidos por tuberías sin calentar afuera. Estos tubos se dispusieron en tres capas, con agua bombeada en la capa superior y vapor extraído en la inferior, lo que dio esa disposición de contraflujo. En 1927, Loftus P. Perkins, un descendiente, dio una conferencia sobre estas calderas y mostró una tubería de cobre de 1/8 ", aparentemente de un motor de 40 hpb de un tipo que estuvo en uso hasta 1918.
La tecnología de vapor de alta presión de Perkins también se usó en otro invento, la pistola de vapor . Esta fue una primera ametralladora completamente automática , propulsada por vapor en lugar de pólvora. Aunque no fue la primera arma de fuego automática, fue la primera en tener también una alta capacidad de almacenamiento de más de un puñado de rondas. Funcionó con bolas de mosquete a una velocidad de disparo cíclico de 1.000 rpm (rondas por minuto). Se dice que fue rechazado por el duque de Wellington como "demasiado destructivo".
En 1827 se convirtió en la primera persona en Inglaterra en utilizar una máquina de vapor uniflow . Una locomotora en el Ferrocarril del Sureste se convirtió al sistema Uniflow en 1849, aunque no se sabe de quién fue esta idea.
Perkins aplicó su sistema de tubo hermético a las calderas de locomotoras de vapor y una serie de locomotoras que utilizan este principio se fabricaron en 1836 para el ferrocarril de Londres y el suroeste . Este fue un ejemplo muy temprano de una locomotora de vapor de alta presión

### Galería nacional de Ciencia Práctica.
En 1832, Perkins estableció la Galería Nacional de Ciencias Prácticas en Adelaide Street, West Strand, Londres . Esto fue dedicado a mostrar los inventos modernos. Una característica popular fue su pistola de vapor, que no encontró ningún favor entre los militares.

### Refrigeración

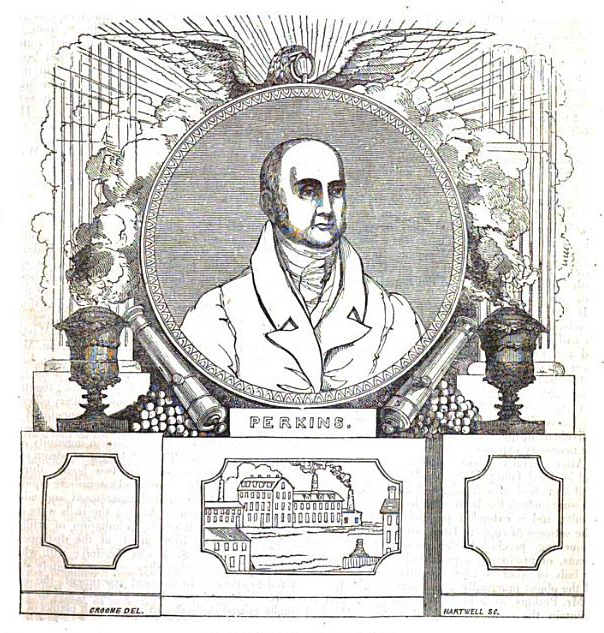
Retrato de Perkins, Revista americana de Útil y Entreteniendo Conocimiento 1835

A Perkins se le acredita la primera patente para el ciclo de refrigeración por compresión de vapor, asignada el 14 de agosto de 1835 y titulada, "Aparatos y medios para producir hielo, y para enfriar fluidos". La idea había surgido de otro inventor estadounidense, Oliver Evans, quien la concibió en 1805 pero nunca construyó un refrigerador. La misma patente se otorgó tanto en Escocia como en Inglaterra por separado.

## Problemas financieros detallados
Jacob Perkins y Charles Heath tuvieron muchos éxitos comerciales, pero también tuvieron dificultades financieras, pero generalmente no al mismo tiempo. Los registros contables de su negocio de impresión muestran los dos tomados en préstamo del negocio, y vendieron acciones de ida y vuelta cuando fue necesario en cualquiera y todos los negocios, y mantuvieron registros detallados. Esta relación profesional terminó cuando el yerno de Jacob, Joshua Butters Bacon, compró la parte de Charles Heath de su negocio de impresión compartida, que luego se convirtió en Perkins Bacon . En un momento dado se involucró en juicios y tuvo que cerrar su fábrica de motores.

## Patentes
Jacob Perkins tiene muchas patentes:
- GB 4400/1819. Maquinaria e implementos aplicables a torneado ornamental y engrabado, transfiriendo engrabado u otro trabajo de la superficie de uno a otra pieza de metal, y formando placas y matrices metálicas ; construcción de platos y prensas para imprimir banco-notas y otros papeles; haciendo  placas y prensas para acuñar dinero, para estampando de medallas, y para otros propósitos. 11 de octubre de 1819.
- GB 4470/1820 Construcción de bombas fijas y portátiles. 3 de junio de 1820.
- GB 4732/1822 Motores de vapor. 10 de diciembre de 1822.
- GB 4792/1823. Calefacción, hirviendo o evaporando, por el vapor de fluidos, en cacerolas, calderas, u otros recipientes. 17 de mayo de 1823.
- GB 4800/1823 Motores de vapor. 5 de junio de 1823 .
- GB 4870/1823 Construcción del horno de calderas de vapor y otros recipientes. 20 de  Nov. de 1823.
- GB 4952/1824 Lanzado de conchas y otros proyectiles. 15 de mayo de 1824.
- GB 4998/1824 Propulsores de barcos. 9 de agosto de 1824.
- GB 5237/1825 Construcción de somieres, sofás, y otros artículos similares. 11 de agosto de 1825.
- GB 5477/1827 Construcción de motores de vapor. 22 de marzo de 1827.
- GB 5806/1829 Maquinaria para propulsar buques de vapor. 2 de julio de 1829.
- GB 6128/1831 Generador de  vapor. 2 de julio de 1831.
- GB 6154/1831 Generador de vapor;– aplicable a evaporar y hervir fluidos para propósitos seguros. 27 de agosto de 1831.
- GB 6275/1832 Soplador y agotador de aire– aplicable a varios propósitos, 9 de junio de 1832.
- GB 6336/1832 Preservando cobre en casos seguros de la  oxidación causados por calor. 20 Nov. 1832.
- GB 6662/1835 Aparato y significados para producir hielo y en enfriar fluidos. 14 de agosto de 1835 (steamindex incorrectamente declara 1834)[13]
- GB 7059/1836 Motores de vapor; generando vapor; evaporando e hirviendo fluidos para propósitos seguros. 12 de abril de 1836.
- GB 7114/1836 Aparato para cocinar. 13 de junio de 1836.
- GB 7242/1836 Motores de vapor, hornos y calderas ;- en parte aplicable a otros propósitos. 3 de diciembre de 1836.

Perkins compró alguna tecnología, y se la patentó en múltiples países , y empleó a ciertos de los inventores (cuando era el caso con Asa Spencer y Oliver Evans).

## Familia
Jacob se casó el 11 de noviembre de 1790 con Hannah Greenleaf de Newbury y juntos tuvieron nueve hijos. Su segundo hijo, Angier March Perkins (1799–1881), también nacido en Newburyport, viajó a Inglaterra en 1827 y se asoció con su padre (luego se hizo cargo del negocio tras la muerte de este último). Su nieto, Loftus Perkins (1834–1891), cuya mayor parte de la vida pasó en Inglaterra, experimentó con la aplicación de vapor a muy altas presiones, construyendo en 1880 un yate, el Antracita.

## Muerte
Se retiró en 1843 y muere en Londres el 30 de julio de 1849, a los 83 años de edad. Fue enterrado en el Cementerio Verde en Kensel, Londres.